# Bataille de Whitney's Lane
Guerre de Sécession
Batailles
Théâtre oriental
- Virginie-occidentale
- Manassas
  - 1re Bull Run
- 1re Virginie Septentrionale
- Burnside Expedition
- Péninsule
- Sept Jours
  - Gaines's Mill
  - Malvern Hill
- 1re Shenandoah valley
- 2de Virginie Septentrionale
  - 2de Bull Run
- Maryland
  - Antietam
- Fredericksburg
- Tidewater
- Chancellorsville
  - Chancellorsville
- Pennsylvanie
  - Gettysburg
- Bristoe
- Mine Run
- Campagne terrestre
  - Wilderness
  - Spotsylvania
  - Cold Harbor
- Bermuda Hundred
- 2de Shenandoah valley
  - Opequon
  - Cedar Creek
- Petersburg
- 1re Wilmington
- 2de Wilmington
- Appomattox
  - 3e Petersburg
  - Sayler's Creek
  - Appomattox C.H.

Théâtre occidental
- East Kentucky
- Shiloh
  - Fort Henry
  - Fort Donelson
  - Shiloh
- Kentucky
- Raid de Newburgh
  - Perryville
- Stones River
  - Murfreesboro
- Vicksburg
  - Champion Hill
  - Vicksburg
- Raid de Morgan
- Raid de Hines
- Tullahoma
- Chickamauga
- Chattanooga
- Knoxville
- Raid Forrest
- Atlanta
- Franklin-Nashville
- Savannah
- Carolines
  - Bentonville
- Raid de Wilson

Théâtre Trans-Mississippi
- Arizona confédéré
  - 1re Messilla
- Missouri
  - Wilson's Creek
- Territoire indien
- Trail of Blood on Ice
- Nouveau-Mexique
- Boston Mountains
- Pea Ridge
- 1re Texas
- Little Rock
- 2de Texas
- Camden
- Red River
- Raid de Price
- Palmito Ranch

Théâtre du bas littoral et approche du golfe
- Fort Sumter
- Blocus de l'Union
- 1re Bayou Teche
- Mississippi valley
  - Port Hudson
- Charleston
- 2de Bayou Teche
- Mobile Bay
- Mobile

La bataille de Whitney's Lane, appelée aussi bataille de Searcy, ou bien, escarmouche ou bataille de Searcy Landing est une petite, mais psychologiquement importante, bataille de la guerre de Sécession qui s'est déroulée le 19 mai 1862 dans le centre nord de l'Arkansas.

## Situation stratégique

### Situation de l'Union
Au début de 1862, le major général de l'Union Samuel R. Curtis a réussi l'invasion du nord-ouest de l'Arkansas et défait les forces confédérées à la bataille de Pea Ridge. Peu après, la plupart des forces confédérées en Arkansas se retirent derrière le fleuve Mississippi, laissant l'État pratiquement sans défense. Curtis tente de pousser son invasion avec l'espoir d'atteindre la capitale de l'État Little Rock et le sortir de la guerre.

### Situation de la Confédération
Les perspectives confédérées au printemps 1862 sont sombres. La plupart des forces confédérées se sont retirées de l'Arkansas et il ne reste aucun commandant expérimenté. Le général John Selden Roane est chargé des forces de l'Arkansas, et le major général Thomas C. Hindman est placé à la tête du commandement du département du Trans-Mississippi. À son arrivée, Hindman se retrouve pratiquement sans troupe et avec seulement quinze livres de poudre à canon avec lesquelles il doit défendre l'État.

## Les mouvements

### Les mouvements de l'Union
Le général Curtis commence son mouvement à partir du nord-ouest de l'Arkansas au début d'avril 1862. Il déplace son armée de 17 000 hommes en arrière dans le Missouri  pour bénéficier de meilleures voies de transport et se dirige vers l'est. Il établir une base de ravitaillement à Rolla, Missouri. Curtis atteint West Plains, Missouri le 29 avril 1862 et tourne vers le sud en Arkansas. De plus à sa force importante, Curtis reçoit un renfort de 5 000 hommes sous le commandement du brigadier général Frederick Steele.
Pendant la première partie de mai, Curtis et Steele rencontrent de nombreuses difficultés logistiques. Mauvais temps, terrain difficile et manque de ravitaillement constant viennent ralentir leur progression. Mais le 9 mai 1862, la force importante, mais mal ravitaillée, de Curtis émerge des contreforts d'Ozark sur du terrain plat à Searcy. Elle est sur le point de frapper en profondeur dans l'Arkansas et de capturer Little Rock dès que le ravitaillement sera rassemblé. Pendant qu'ils sont dans leur camp à Searcy, Curtis et le commandant en chef, le major général Henry W. Halleck commencent à correspondre sur l'administration fédérale à venir de Little Rock.

### Les mouvements confédérés
Les généraux confédérés Hindman et Roane se mettent immédiatement au travail en bricolant une défense pour affronter l'armée de l'Union qui approche.  Hindman stoppe les éléments du 12th Texas Cavalry qui devaient être envoyés sur les théâtres de l'est et prend le commandement de troupes en provenance de Memphis, Tennessee. Quelques tentatives de recrutement de volontaires locaux sont faits, mais avec peu de succès.
Le 10 mai 1862, Hindman, envoie la cavalerie du Texas en tant qu'éclaireur déterminer les positions fédérales. Les éclaireurs rencontrent de nombreux réfugiés qui fuient l'armée de l'Union. Les réfugiés font part de forces de l'Union s'élevant à 30 000 hommes, pour la plupart des immigrants allemands. Hindman a approximativement 1 200 cavaliers du Texas pour affronter cette force. Il ordonne la destruction des stocks de coton près de Searcy, et le gouverneur Henry Massey Rector prépare l'évacuation des bureaux gouvernementaux. Pendant ce temps, des petites parties avancées de l'armée de l'Union affrontent des éclaireurs du Texas entre Searcy et Little Rock, occasionnant quelques pertes dans les rangs de l'Union.
Le 19 mai 1862, plusieurs compagnies de la cavalerie du Texas atteignent Searcy Landing et attendent l'opportunité de fondre sur l'adversaire très supérieur en nombre.

## La bataille
Le général de l'Union Curtis continue de s'inquiéter à propos des problèmes logistiques, comme sa ligne de ravitaillement est incapable de fournir ce qui est nécessaire à son armée. Il ordonne au colonel Peter J. Osterhaus de diligenter une mission de recherche de nourriture dans les fermes voisines. Elle comprend sept compagnies mixtes d'infanterie et de cavalerie provenant du 17th Missouri Infantry et du 4th Missouri Cavalry. Cette troupe traverse la rivière Little Red et se dirige vers deux fermes le long de Whitney's Lane.
Les groupes d'éclaireurs rapportent le mouvement de ces compagnies au colonel Emory Rogers, commandant des quelque 150 cavaliers texans et volontaires locaux. Environ 300 confédérés supplémentaires sont sur le chemin, mais Rogers décide d'attaquer, même s'il est en infériorité numérique importante. Il divise ses forces en deux groupes de Texans et un d'Arkansans et ordonne une charge montée sur la route.
La charge initiale submerge la compagnie H du 17th Missouri, qui se disperse sous les tirs et reflue vers la compagnie F, qui tente de mettre en place une position défensive à la limite des arbres. Les compagnies regroupées combattent avec bravoure, alors qu'arrivent plus de confédérés qui les pressent. Les Texans  et les volontaires locaux, indisciplinés et sans formation, attaquent avec acharnement, et apparemment dans quelques cas ignorent les tentatives de reddition de soldats de l'Union. En peu de temps, la compagnie F est aussi mise en déroute.
Pendant ce temps, la compagnie G du 17th Missouri et quelques cavaliers de l'Union s'avancent et échangent des coups de feu avec les confédérés postés à la garde des chevaux. Le commandant Eugen Kielmansegge du 4th Missouri Cavalry ordonne au reste des troupes de l'Union disponibles de charger les confédérés. La compagnie C du 4th Missouri Cavalry s'enfonce dans les assaillants et parvient à les repousser dans les bois entre le détachement de recherche de nourriture et le reste des forces fédérales. Un autre détachement de cavalerie fédérale arrive sur les lieux. Kielmansegge, ayant concentré ses forces, met en place une position défensive et continue l'échange de tirs contre les confédérés alors qu'ils préparent une autre attaque.
Pendant ce temps, les autres compagnies du 17th Missouri entendent les tirs depuis le camp de base derrière la rivière Little Red et viennent au secours de l'expédition de recherche de nourriture. Le commandant confédéré Rogers ordonne à ses hommes de retraiter vers le sud-ouest, ce qu'il font pour la plupart, bien que des Arkansans et quelques Texans restent sur le champ de bataille et attaquent la colonne de secours avant de retraiter. Les renforts attendus des 300 confédérés arrivent sur le champ de bataille juste après l'ordre de la retraite et se joignent à cette dernière.

## Conséquences
La bataille de Whitney's Lane n'aura duré qu'une heure et aura fait 51 morts ou blessés du côté de l'Union et environ 10 pertes confédérées. Le 17th Missouri Infantry ne perdra que 68 hommes pendant toute la guerre, près d'un tiers à Whitney's Lane.
La bataille n'est qu'un petit peu plus qu'une escarmouche, mais les effets psychologiques et stratégiques sont de loin supérieurs au nombre des pertes. Tant pour les soldats confédérés que pour les habitants de l'Arkansas, la bataille a donné un formidable coup de fouet à un moment critique. Les journaux de l'Arkansas font un énorme écho à la bataille et portent aux nues ses participants. Leurs articles ont levé le désespoir qui avait bloqué l'État et redonné aux confédérés un nouveau sens de l'optimisme et de l'espoir.
Bien que leurs pertes soient petites comparées à la taille de leur force, les résultats de la bataille montent le désamour pour l'Union. Les troupes de l'Union souffrent d'un manque de ravitaillement et, selon certaines sources, quelques soldats perdent confiance en leurs officiers. En quelques jours, la cavalerie confédérée harcèle la ligne de ravitaillement de l'Union sur ses arrières, empirant les problèmes logistiques de l'Union. Le commandant confédéré du théâtre lance également une campagne de désinformation intelligente qui convainc les forces de l'Union de l'arrivée de nouvelles unités à Little Rock en provenance du Texas.
Le 31 mai 1862, Curtis commence à repenser sa position vis-à-vis de l'activité confédérée. Le 2 juin 1862, Curtis tient un conseil de guerre, et les commandants fédéraux se mettent d'accord sur une retraite au travers des contreforts d'Ozark. À la fin juin, Curtis a entièrement abandonné sa campagne contre Little Rock et s'est déplacé à Helena, Arkansas pour établir une nouvelle ligne de ravitaillement sur le fleuve Mississippi.